# Kes (personaggio)
Kes è un personaggio immaginario dell'universo di Star Trek. Interpretata dall'attrice Jennifer Lien, compare nella serie televisiva Star Trek: Voyager. Kes fa parte della specie Ocampa, che possiede poteri telepatici e ha un'aspettativa di vita media di nove anni. Kes entra a far parte dell'equipaggio della nave stellare USS Voyager NCC-74656 dopo che la stessa viene attirata nel Quadrante Delta dal Custode. A bordo lavora come assistente del medico olografico d'emergenza e si occupa delle colture idroponiche della nave, inoltre lavora attivamente per sviluppare le sue capacità mentali, con l'aiuto di Tuvok.
Per il ruolo di Kes è stata scelta Jennifer Lien per il suo aspetto giovanile. Allo scopo di consentirle di interpretare al meglio le abilità mentali del personaggio furono condotti degli studi di parapsicologia. Michael Westmore ha creato il trucco prostetico per gli Ocampa, anche se nel corso della terza stagione la Lien ha sviluppato un'allergia allo stesso. Michael Piller ha aggiunto il personaggio di Kes per rendere i telespettatori più empatici nei confronti del personaggio di Neelix, con il quale, all'inizio delle avventure della serie, ha una relazione. Ethan Phillips, l'attore che interpreta Neelix, ha apprezzato recitare le sue scene con la Lien e Kenneth Biller aveva sperato di poter esplorare la sessualità della coppia. Il personaggio di Kes venne cancellato dalla serie al termine della terza stagione per consentire l'introduzione del personaggio Sette di Nove, personaggio interpretato dall'attrice Jeri Ryan. Sebbene in quel periodo i critici credevano che a essere cancellato sarebbe stato il personaggio di Harry Kim, interpretato dall'attore Garrett Wang, dopo che l'attore fu citato da People Magazine, la scelta della produzione cadde sul personaggio della Lien. Gli sceneggiatori rimpiansero la cancellazione di Kes dalla serie e questa decisione non piacque neanche all'attrice Kate Mulgrew, interprete del Capitano Kathryn Janeway.
Kes ha ricevuto critiche negative, anche se alcuni critici furono più positivi nei confronti della performance della Lien. I commentatori hanno frequentemente asserito che il personaggio è stato poco sviluppato. Sebbene la relazione di Kes con Neelix sia stata stroncata dall'amicizia di Kes con Tuvok e Tom Paris, questa ha ricevuto reazioni positive. Il quarto episodio della seconda stagione, Fertilità (Elogium), incentrato su Kes, ha ricevuto critiche neutre, mentre il ritorno di Kes nell'episodio Furia (Fury), sua ultima apparizione nella serie, è stato accolto in modo negativo.

## Storia del personaggio

### Star Trek: Voyager
Nata nel 2369 su Ocampa, un pianeta nel Quadrante Delta. Kes fa parte della specie degli Ocampa, dotati di poteri telepatici e con un'aspettativa di vita di nove anni. Prima dei fatti narrati nell'episodio pilota di Star Trek: Voyager, Kes viveva con il suo popolo in una città sotterranea e isolata dalla superficie costruita da un'entità aliena chiamata Il Custode. Il Custode sentendosi colpevole per aver inavvertitamente distrutto l'ecosistema e l'atmosfera del pianeta si è preso la responsabilità di curarsi degli Ocampa, facendoli evolvere isolati ma dipendenti da lui. All'inizio della serie Kes voleva lasciare l'enclave Ocampa per esplorare la galassia e sviluppare i suoi poteri psionici, poiché si diceva che gli antenati della sua gente avessero tali capacità. Trovata una via per raggiungere la superficie di Ocampa, Kes viene catturata e torturata dai Kazon, popolo che bramava appropriarsi delle risorse della città Ocampa. Kes viene salvata da Neelix (all'epoca un mercante che si trovava sul pianeta per affari) e i due diventano una coppia.
Quando il Custode realizza che sta morendo, per garantire che qualcuno possa continuare a prendersi degli Ocampa, rapisce dal Quadrante Alfa degli esseri nella speranza di trovare un compagno compatibile con il quale generare un prole. Nel primo episodio della serie, il Custode rapisce una nave Maquis e la nave stellare Voyager della Flotta Stellare con i loro equipaggi. Kes aiuta i capitani delle due navi, Kathryn Janeway e Chakotay, a rintracciare i membri dispersi dei due equipaggi. Per evitare che i Kazon acquisiscano la tecnologia del Custode, Janeway distrugge la nave del Custode confinando entrambi gli equipaggi nel quadrante Delta. I due capitani decidono di unire i due equipaggi a bordo della Voyager e di intraprendere il viaggio verso il quadrante Alfa. Kes e Neelix si uniscono all'equipaggio facendo loro da guida.

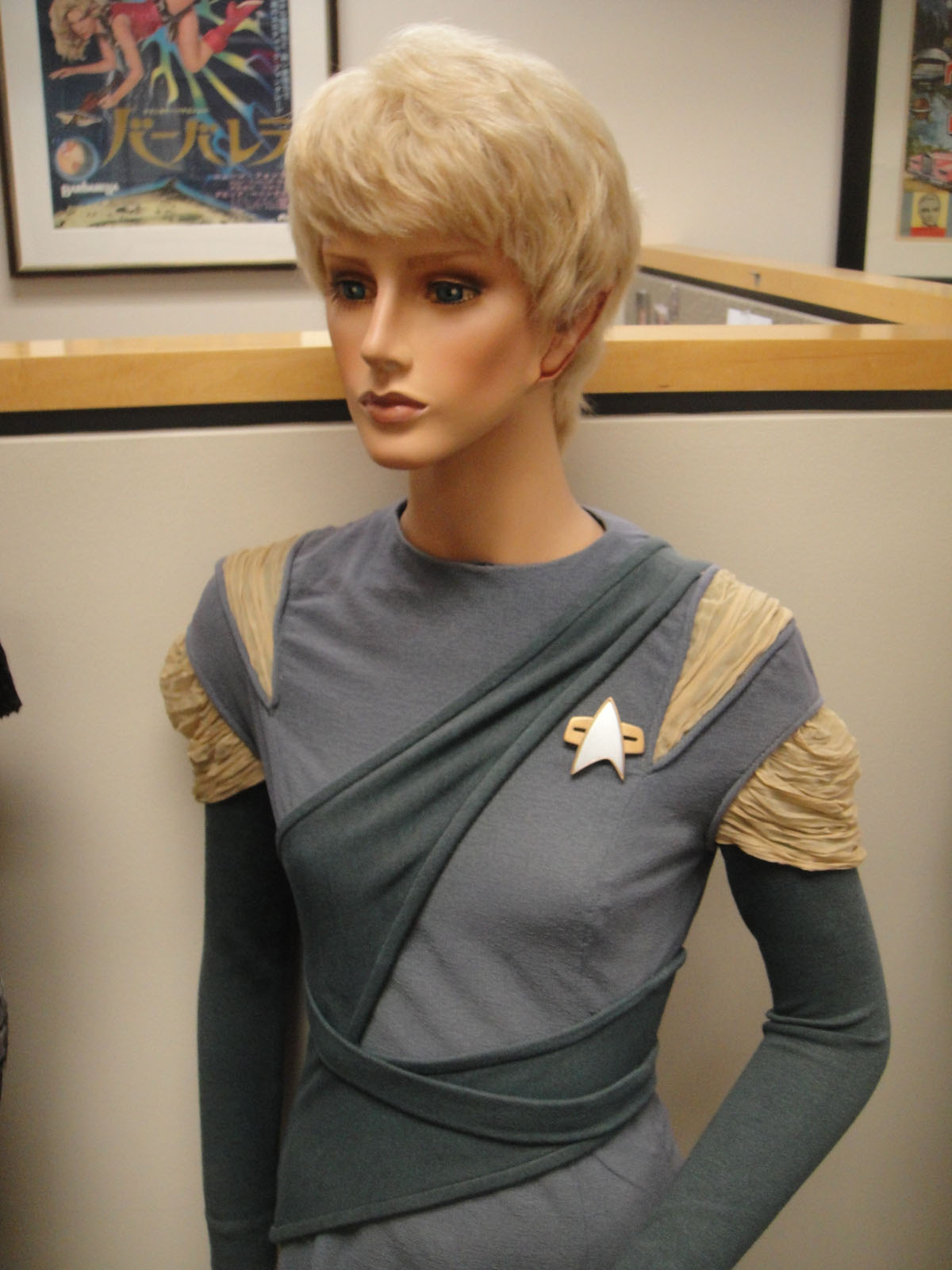
Uno dei costumi indossati da Jennifer Lien per interpretare Kes

Mentre è a bordo della Voyager, Kes è ansiosa di rendersi utile e inizia la coltivazione di un giardino idroponico per fornire frutta e verdura necessari ai pasti dell'equipaggio, dal momento che i replicatori appena danneggiati non potevano inizialmente produrre cibo in modo costante. In seguito scopre di avere talento per la medicina e inizia a studiare testi e procedure per diventare assistente medico. Nel suo nuovo ruolo, diventa una presenza fissa in Infermeria e intreccia fin dal principio una relazione di amicizia con il Dottore. Nel tempo che passa con il Dottore, Kes lo incoraggia a sviluppare le sue abilità sociali e spinge l'equipaggio a riconoscere in lui più di un semplice ologramma. In Ladri di organi, i Vidiiani espiantantano i polmoni a Neelix, e Kes gli salva la vita donandogli uno dei suoi. Nelle missioni di ricognizione, il Capitano inizia ad assegnarle compiti di primo soccorso medico, in quanto nelle prime stagioni il Dottore è impossibilitato a lasciare l'infermeria (prima di ricevere l'emettitore olografico autonomo). 
In Fertilità, le emanazioni provenienti da una forma di vita residente nello spazio causano in Kes una prematura entrata nella condizione di fertilità, che nelle femmine degli Ocampa si può verificare una sola volta durante il loro ciclo di vita. Kes e Neelix sono in disaccordo sul fatto di avere dei figli, ma quando Neelix dapprima titubante si convince a diventare padre, Kes decide non voler concepire un figlio. Quando la nave lascia lo spazio occupato dalle forme di vita, il Dottore stabilisce che Kes ha attraversato un falso periodo di fertilità e che riattraverserà tale periodo in futuro.
Nel corso delle prime due stagioni, Kes lentamente scopre e sviluppa i propri poteri telepatici e psichici, che la sua specie possedeva in passato ma aveva sopito. Ha la visione della distruzione di un pianeta in Ancora una volta e la sua capacità di resistere a un attacco telepatico che induce in trance l'equipaggio le permette di salvarlo in Visioni mentali. Durante il viaggio Kes cerca di sviluppare le sue capacità mentali con l'aiuto del vulcaniano Tuvok, il quale riconosce in lei un talento innato ma la guida con un approccio cauto e incentrato sul controllo, seguendo la filosofia vulcaniana, benché Kes si lasci spesso trasportare dalle sue forti emozioni. Quando la Voyager incontra una seconda colonia Ocampa, ne Il potere della mente, il loro leader Tanis prende Kes sotto la sua tutela per addestrarla a espandere le proprie abilità mentali: in questo modo ha l'opportunità di vedere attraverso la materia e può alterarla, oltre a prolungare la sua aspettativa di vita. Con la guida di Tanis, Kes sviluppa così la pirocinesi, ma non è in grado di controllare questo potere, arrivando quasi a uccidere Tuvok facendogli ribollire il sangue. Kes scopre tuttavia che Tanis sta collaborando con la compagna del Custode, Suspiria, per distruggere la nave, ma avendo poteri mentali più forti di Tanis riesce a sottometterlo e ad avere la meglio. In seguito all'evento, Kes reprimerà per qualche tempo le proprie capacità poiché disturbata dai danni che può arrecare con esse, ma Tuvok le ricorda che deve imparare il controllo, piuttosto che temere impulsi così oscuri.
In Il signore della guerra, l'alieno Tieran prende il controllo del corpo di Kes e ne usa i poteri mentali per organizzare un colpo di Stato contro il dittatore del suo pianeta. Mentre è sotto l'influenza di Tieran, Kes rompe con Neelix . Anche se l'equipaggio alla fine libera Kes dal controllo di Tieran e lo uccide, lei rimane traumatizzata dall'esperienza e deciderà di non proseguire la relazione con il talassiano, pur mantenendo con lui un profondo rapporto di amicizia . Quando il Dottore inserisce nel suo programma altre personalità, nell'episodio Il lato oscuro, sviluppa una personalità alternativa malvagia e rapisce Kes dopo aver ferito il suo spasimante, Zahir. Una volta liberato il Dottore dalle altre personalità, Kes considera di lasciare la Voyager e partire a esplorare la galassia con Zahir, sebbene più tardi decida di non seguirlo.
In Prima e dopo, Kes vive brevi periodi della sua vita in ordine inverso, partendo dalla sua morte arrivando alla sua nascita. In questa linea temporale alternativa, lei è sposata con Tom Paris, con il quale ha una figlia, Linnis. Linnis è sposata a sua volta con Harry Kim, e hanno un figlio, Andrew. In questa linea temporale, Kes vive la battaglia della Voyager, lunga un anno, contro i Krenim e durante quello che verrà ricordato come l'anno d'inferno, viene infettata dai cronotoni rilasciati da un siluro che ha colpito la Voyager. Il Dottore la aiuta a tornare al suo sincronismo temporale, e Kes riporta le informazioni che ha acquisito sui Krenim e sul loro futuro attacco. Durante Il patto dello scorpione (prima e seconda parte) la Voyager viene coinvolta nel conflitto tra i Borg e la Specie 8472. In parte a causa dell'esposizione al potente flusso telepatico della Specie 8472, Kes incomincia a evolvere in uno stato diverso di forma di vita. All'inizio della quarta stagione,  per Kes non è più possibile rimanere a bordo della Voyager (L'addio di Kes), in quanto il suo potere, non ben controllato, minaccia di distruggere la nave. Una volta lasciata la nave Kes, prima di trasformarsi in energia vivente, in segno di gratitudine per i suoi compagni di viaggio impiega i suoi nuovi poteri per spingere la Voyager e il suo equipaggio in salvo fuori dallo spazio Borg, 9500 anni luce più vicini alla Terra.
Kes visita un'ultima volta la Voyager  tre anni dopo, nell'episodio Furia. Visibilmente invecchiata e quasi al termine del suo ciclo vitale (chiamato morilogio), sta sperimentando una perdita di memoria. Credendo erroneamente che Janeway l'avesse rapita da Ocampa, viaggia indietro nel tempo e negozia con i Vidiiani per portare in salvo a casa la giovane se stessa, promettendo loro accesso alla nave e di raccogliere gli organi dei membri dell'equipaggio. Quando il piano viene sventato, Kes crea un ologramma per la futura se stessa che le ricordi quanto fosse affezionata all'equipaggio e di quanto l'equipaggio si sia presa cura di lei. La Kes anziana saluta l'equipaggio prima di prendere la sua nave per tornare su Ocampa.

### Altri media
Kes appare nei romanzi non canonici di Star Trek: Voyager. Nella trilogia di romanzi Dark Matters, è conosciuta come l'Entity e si deduce che è cambiata in materia oscura. Ha dimenticato il suo passato sella USS Voyager a causa della sua ascensione, ma lentamente recupera alcuni ricordi nel corso della trilogia. Contatta l'equipaggio e le viene detto che è una versione di se stessa di un universo parallelo, ma diversa dalla se stessa descritta nell'episodio Furia. Tuttavia, Tuvok ne percepisce la sua presenza brevemente prima della sua partenza. Nel romanzo del 2012 The Eternal Tide, Janeway, assimilata dai Borg, muore quando il Cubo Borg su cui si trovava viene stato distrutto. Kes la resuscita con l'aiuto del figlio di Q.
Il personaggio appare anche nel romanzo Evolution, il terzo della trilogia String Theory, nel quale dà alla luce un figlio che è un ibrido Ocampa-Nacene con l'assistenza del Dottore e di Q. Il romanzo racconta che la Kes dell'episodio "Furia" era la in realtà manifestazione del suo lato oscuro, causato come effetto collaterale dal confronto della stessa con un Nacene rinnegato. Dopo aver dato alla luce il figlio, Kes torna su Ocampa, dove si allude al fatto che il suo ecosistema stia iniziando a riprendersi grazie a un temporale. Nel racconto breve Restoration, incluso nell'antologia del 2001 Strange New Worlds V, Kes sacrifica se stessa per far rinascere l'ecosistema di Ocampa. Una versione del personaggio dell'universo dello specchio è stata anche inclusa in diversi romanzi.

## Sviluppo

### Creazione e casting
Il primo sviluppo della serie televisiva Star Trek: Voyager iniziarono nel luglio del 1993, nel corso di questo primo sviluppo i produttori avevano inizialmente immaginato gli Ocampa come una specie aliena androgina. Negli incontri successivi, i produttori hanno ampliato gli Ocampa dando loro una vita breve come quella degli efemerotteri. L'intenzione dei produttori era quella di far vivere Kes solamente per sette anni, con cambiamenti nel suo aspetto pianificati per ogni stagione per enfatizzare il suo invecchiamento. Il concetto di una razza androgina fu abbandonato quando nella prima descrizione dei personaggi Kes era definita di sesso femminile. Il personaggio inizialmente si doveva chiamare Dah. I produttori proposero un secondo Ocampa come parte del cast principale: questo doveva essere più anziano e vicino al termine del suo ciclo vitale ma tuttavia questa idea è stata abbandonata a favore dell'introduzione del personaggio di Neelix, che fu aggiunto più tardi nel cast principale. Kes era stata creata come una sorta di scout nel viaggio della USS Voyager attraverso il Quadrante Delta, prima che Neelix assumesse il suo ruolo di guida per la nave. Kes è stata quindi reinventata come assistente medico. In una nota dell'agosto del 1993 la creatrice della serie Jeri Taylor suggeriva che Kes avesse delle abilità superumane e che fosse coinvolta in una guerra con due fazioni. I produttori hanno discusso in merito alla natura dei poteri psichici del personaggio, portandoli a chiedere al produttore associato Zayra Cabot e al Joan Pearce Research informazioni sulla parapsicologia. Quindi si sono accordarti sul fatto che Kes fosse interpretata con "alcune capacità telepatiche" per l'episodio pilota ("Dall'altra parte dell'universo"), con l'intenzione di affrontare la questione successivamente nei futuri episodi.

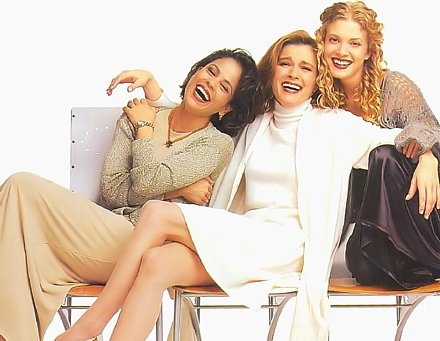
Roxann Dawson (B'Elanna Torres), Kate Mulgrew (Kathryn Janeway) e Jennifer Lien (Kes), in una foto promozionale del 1995

Quando era in corso il casting per Kes il regista dell'episodio pilota Dall'altra parte dell'universo, Winrich Kolbe, cercava un'attrice che "potesse essere fragile, ma con una volontà d'acciaio nascosta". Furono perse in considerazione solo donne giovani con un'età di circa vent'anni o più giovani. I produttori assunsero Jennifer Lien basandosi sulla sua giovane età e sull'idea che lei potesse incarnare qualità in qualche modo infantili, la fragilità e la breve durata del ciclo vitale del personaggio. La Lien è stata uno dei primi membri del cast a essere assunti per la serie e, con i suoi diciannove anni, era la più giovane attrice del cast. L'autore Stephen Edward Poe descrive il suo disagio durante le interviste promozionali a causa della giovane età. La Lien aveva solo una conoscenza di base dell'universo di Star Trek prima di ricevere la parte e questo le ha permesso di affrontare la sua performance senza ansia. Ha fatto l'audizione per la serie a causa dell'opportunità di interpretare una nuova specie aliena, spiegando in un'intervista che "questo significava che poteva succedere qualsiasi cosa e mi offre la possibilità di imparare e crescere come attrice". L'attrice Jennifer Gatti, che nel corso della serie sarebbe stata una guest star nell'episodio Non sequitur (Non Sequitur), era la seconda scelta per il ruolo di Kes.
Riguardo al ruolo di Kes in Dall'altra parte dell'universo (Caretaker), il creatore della serie Michael Piller ha detto che Kes avrebbe dovuto invogliare il pubblico a prendere a cuore il personaggio di Neelix. Piller era preoccupato che l'episodio pilota avesse "poca passionalità" a causa del fatto che l'attenzione fosse più la sua trama basata sull'azione e l'avventura che sullo sviluppo dei singoli personaggi, spiegandolo dicendo: "Il più grande pericolo nella creazione dell'episodio pilota era che stava creando una storia della quale non importava a nessuno." Nel giugno del 1994, Robert Blackman ha creato i costumi per l'episodio pilota, parlando del costume per Kes ha rappresentato una sfida in quanto i produttori non erano ancora stati chiari sul personaggio e che la Lien era molto introversa. Nonostante le difficoltà con Lien, ha chiarito che il cast e la troupe si sono divertiti a lavorare con lei. Blackman presentò un costume per Kes basato sulle fate, caratterizzato da colori pastello, anche se questo fu scartato dai produttori, che cercavano un guardaroba adatto. Il trucco per gli Ocampa è stato sviluppato da Michael Westmore. Durante le prime riprese dell'episodio pilota, la Lien provò varie combinazioni di parrucche e protesi per le orecchie. Il direttore della fotografia Marvin V. Rush riprese tutte le versioni per il creatore della serie Rick Berman per ricevere la sua approvazione finale. Per le prime due stagioni della serie la realizzazione del trucco della Lien per trasformarla in Kes richiedeva tre ore. Nel proseguimento della serie, la Lien sviluppò una reazione allergica al materiale delle orecchie prostetiche. Dall'episodio Prima e dopo (Before and After), per adattarsi a questa situazione l'acconciatura di Kes fu cambiata, così che i capelli nascondessero le orecchie dell'attrice.

### Caratterizzazione e relazioni
Nel copione dell'episodio Dall'altra parte dell'universo, Kes viene descritta di "una bellezza abbagliante, eterea, gracile e fragile", con una "dignità nel suo portamento, una prontezza nello sguardo, che suggerisce un essere con un'intelligenza potente", sebbene ancora inesperto. Sul sito ufficiale di Star Trek, il personaggio è descritto come "un sopravvissuto resistente e un po' ribelle". In un'intervista del 1996, Jennifer Lien la caratterizza come "forte, curiosa e intelligente"; benché sia all'apparenza una giovane adulta, all'inizio della serie ha meno di due anni di vita (che per una Ocampa, corrisponde a circa 20 anni) ed è quindi caratterialmente più simile a "un bambino, in un certo senso con le stesse paure, inibizioni e preoccupazioni che tutti noi abbiamo" ma al tempo stesso entusiasta di scoprire cose nuove, volenterosa e con una capacità di apprendimento piuttosto rapida.

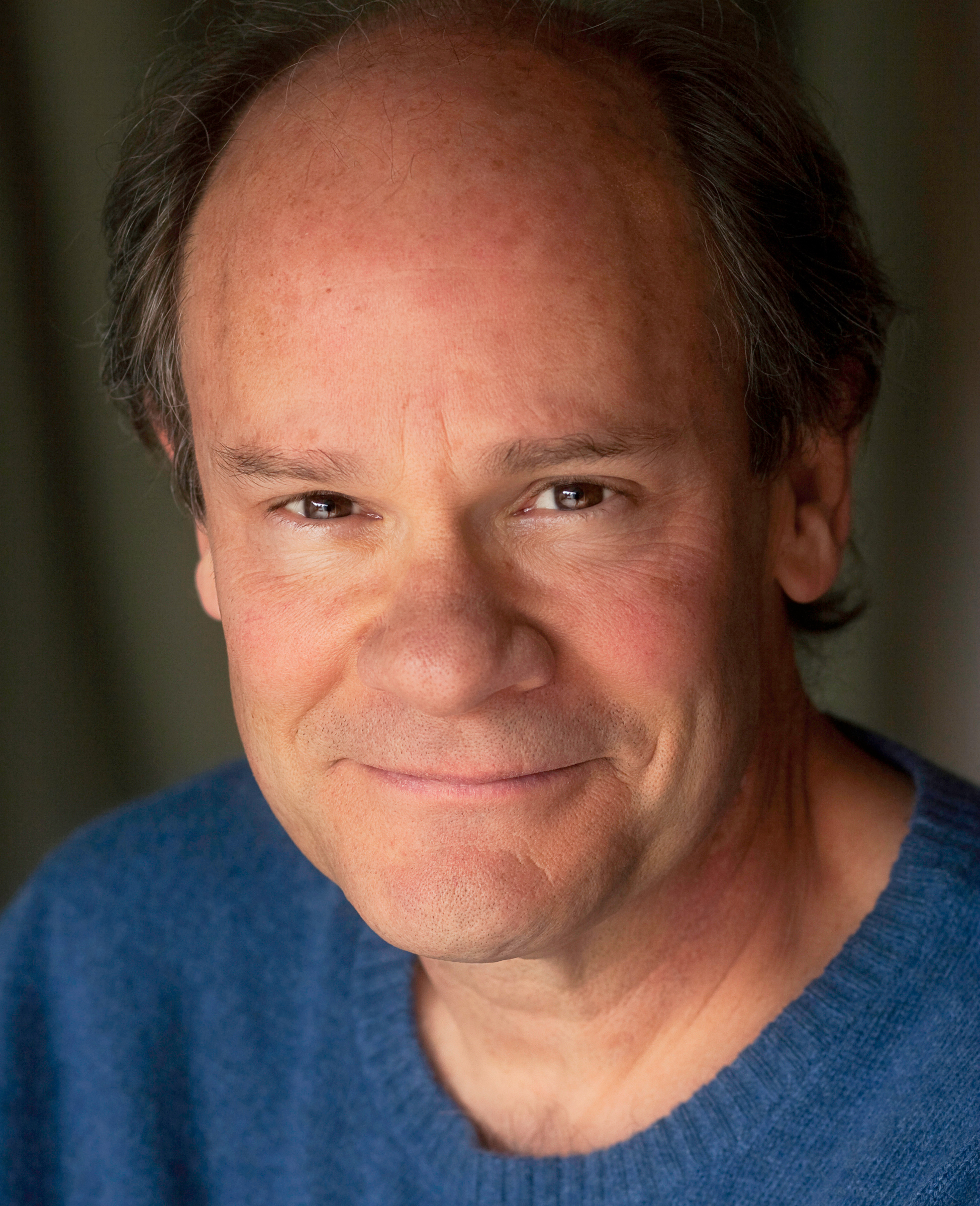
L'attore Ethan Phillips interpreta Neelix, personaggio con il quale Kes all'inizio della serie aveva una relazione.

Il regista Kolbe vedeva Kes come l'alter ego di Neelix, dicendo di loro che portavano nella serie romanticismo e commedia. Jennifer Lien e l'attore Ethan Phillips, che interpretava Neelix, dicevano che si erano diverti durante le riprese delle loro scene insieme. L'autore Ruditis li descrive come una coppia che sta avendo un "tradizionale amore giovanile", vedendo in Kes il partner dominante grazie alla sua capacità di dispensare la sua guida emozionale, e dichiara anche che sebbene la loro relazione è stata introdotta nell'episodio pilota, era come un "qualcosa di indefinito man mano che la serie andava avanti". Lo sceneggiatore Kenneth Biller voleva stabilire la coppia come conviventi e sessualmente attivi, ma Taylor e Berman pensavano che Kes sembrasse troppo giovane per questa trama, Biller propose anche delle scene nelle quali il personaggio parlasse della prima volta in cui ha fatto sesso come modo per esplorare "le stranezze della sessualità aliena". Queste discussioni portarono al dialogo che fu inserito nell'episodio Fertilità. Ethan Phillips chiese agli sceneggiatori di dare una chiusura al rapporto della coppia dopo la loro rottura, ma loro rifiutarono dicendo: "No, lasciamo stare, andiamo avanti." Sempre Phillips vedeva la rottura come "torbida" in quanto questa è avvenuta quando Kes è stata posseduta da un'entità aliena. I produttori avevano pensato a una scena per l'episodio Il prezzo dell'onestà (Fair Trade) nella quale Kes e Neelix avrebbero discusso dei cambiamenti nella loro relazione, ma fu tagliata a causa dei limiti di tempo nella durata dell'episodio. Nel 1997, parlando della coppia, Rick Berman disse: "c'era la relazione con Neelix che non funzionava tanto bene."
Kes ha una relazione genitore-figlio con Janeway, interpretata dall'attrice Kate Mulgrew e con il Dottore, interpretato da Robert Picardo. L'autore Ruditis vede la fiducia di Kes in Janeway come rappresentazione del suo desiderio di esplorare l'universo, mentre l'attore Robert Picardo vede Kes come una "cassa di risonanza" del Dottore e come "confessore emozionale" dello stesso, mentre lei lo guida nell'apprendimento di come "diventare" un essere umano. A seguito della cancellazione di Kes dalla serie, Picardo era preoccupato che il Dottore potesse essere relegato a un ruolo tragicomico, quindi suggerì ai produttori di invertire la relazione del Dottore con Kes e mostrarlo mentre istruiva Sette di Nove circa l'umanità. In alternativa, una relazione più tetra che coinvolgeva il Dottore e Kes fu studiata per l'episodio Il lato oscuro (Darkling); secondo lo sceneggiatore Joe Menosky, l'alter ego cattivo del Dottore doveva essere "perversamente sessuale e sadico" con un'attrazione "psicosessuale" per Kes. Menosky aveva previsto una scena nella quale il Dottore interagiva con diversi ologrammi di Kes sul ponte ologrammi, perfino eseguendo un intervento chirurgico su uno di essi. Il personaggio B'Elanna Torres aveva avuto poche scene con Kes, finché l'attrice Roxann Dawson, che la interpretava, non richiese una maggiore interazione tra le due.

### Partenza e ritorno
Kes è stata cancellata da Star Trek: Voyager durante la sua quarta stagione per favorire l'ingresso di Sette di Nove, interpretato da Jeri Ryan. L'attore Robert Beltran, che interpretava Chakotay disse che cambiare uno dei personaggi principali a metà stagione era insolito per Star Trek,, sebbene Taylor credesse che fosse tipico per una serie alle sue ultime stagioni. I media credevano che sarebbe stato rimpiazzato l'attore Garrett Wang, che interpretava il personaggio Harry Kim, ma fu confermato grazie alla sua popolarità verso una specifica fascia demografica e il suo ingresso nell'elenco delle 50 persone più belle al mondo ("50 Most Beautiful People in the World") della rivista People. Wang disse in merito: "Il tempismo di questo, giusto durante la pausa della serie, certamente non poteva nuocermi nei rapporti con loro e mi ha permesso di rimanere nella serie."

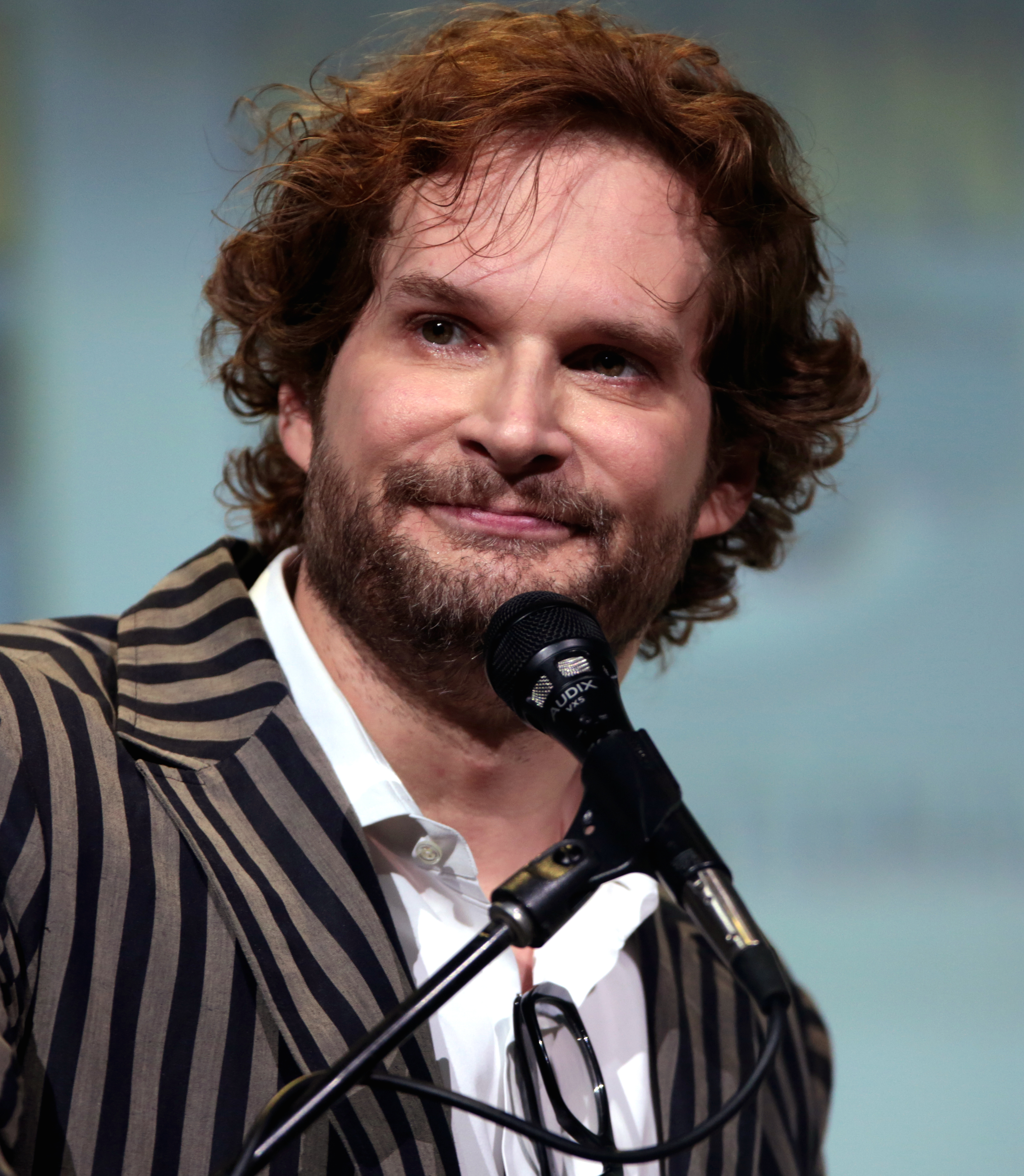
Bryan Fuller ha contribuito a due episodi finali di Jennifer Lien, L'addio di Kes e Furia.

Berman e Taylor scelsero di cancellare Kes poiché ritenevano che il personaggio non era stato adeguatamente sviluppato nel corso della serie. Il produttore esecutivo Brannon Braga considerava questa decisione come un "fallimento dell'immaginazione degli sceneggiatori". Braga chiese allo sceneggiatore freelance Bryan Fuller di sviluppare il concetto della partenza di Kes. Vedendo accettata l'idea proposta in prima riunione, Fuller aiutò a riscrivere l'episodio finale per il personaggio L'addio di Kes e disse di avere "realmente un vincolo" con Kes durante la produzione dell'episodio. Juliette Harrison di Den of Geek! riporta l'uscita di Kes raffigurando l'ascensione a un più alto piano di esistenza come una scelta frequente del franchise. Wesley Crusher e Benjamin Sisko vengono citati come altri esempi.
Alcuni dello staff di sceneggiatura erano dispiaciuti della cancellazione del personaggio di Kes, come Kenneth Biller che afferma: "Ero un po' dispiaciuto quando Kes ha lasciato la serie, perché pensavo che fosse un personaggio interessante di cui scrivere, dal punto di vista fantascientifico, perché aveva certe... aveva abilità telepatiche, un ciclo vitale molto breve, aveva cose nel suo personaggio che spesso si prestavano a storie interessanti [...] Abbiamo perso qualcosa, perdendo il personaggio di Kes. L'attrice Kate Mulgrew, anche lei delusa dall'uscita della Lien dal cast, descrive questo come "un grande dispiacere per me a molti livelli" e come "la separazione di un cast d'insieme che era estremamente speciale per me".
I produttori invitarono la Lien a tornare per l'episodio Furia in quanto volevano usare il suo personaggio "per portare la storia avanti". Berman disse che aveva promesso all'attrice che l'episodio sarebbe stata "una storia straordinaria, e quindi una buona ragione per far tornare Kes". La Lien aveva mantenuto aperto il suo conto di fatturazione come "con la partecipazione" della quarta stagione. Braga sviluppo l'idea per l'episodio Furia, che è stato scritto da Fuller e Michael Taylor. Anna L. Kaplan di Cinefantastique descrive il coinvolgimento di Fuller come "ironico" dato il fatto che aveva partecipato alla realizzazione dell'episodio in cui Kes aveva lasciato la serie. Jennifer Lien chiese di riscrivere l'episodio in quanto non si sentiva a suo agio con la storia. La risposta allergica che aveva sviluppato nel corso della terza stagione non si è ripresentata nel corso delle riprese dell'episodio Furia in quanto non ha dovuto indossare il trucco prostetico per lungo tempo. Prima dell'episodio, la Lien aveva smesso di recitare per conseguire un titolo di studio in campo sanitario. Parlando del suo approccio all'episodio ha detto che vedeva difficile interpretare una versione diversa di Kes e farla interagire con gli altri personaggi che erano cambiati dalla sua ultima apparizione. La Lien ha preferito la sua recitazione nell'episodio L'addio di Kes rispetto a quella nell'episodio Furia, in quanto ha detto che in quest'ultimo ha fatto "molte scelte scadenti di recitazione".

## Accoglienza

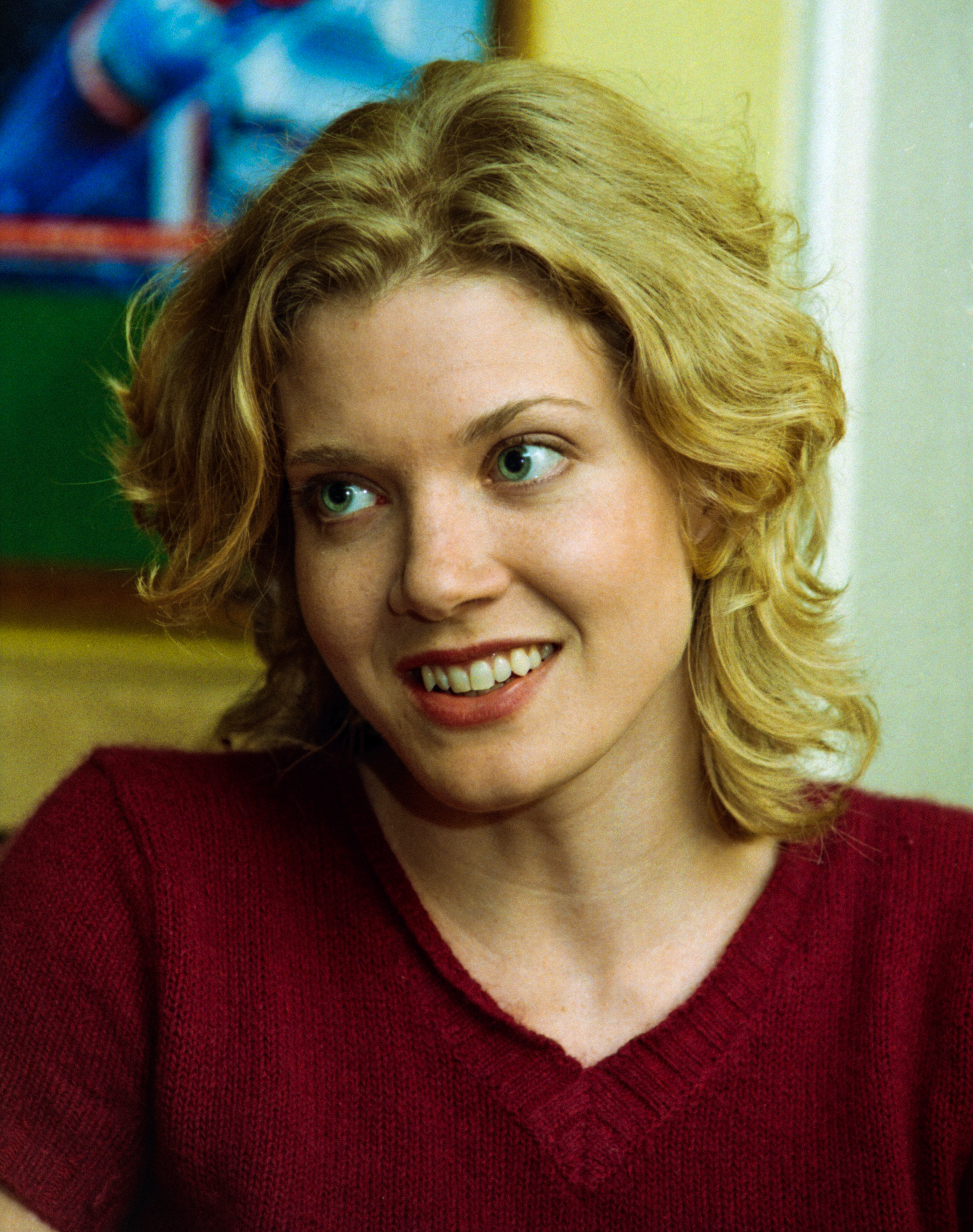
Molti critici hanno reagito in maniera positiva all'interpretazione di Jennifer Lien, sebbene altri siano stati molto critici nei riguardi del personaggio di Kes, da lei interpretato.

L'interpretazione della Lien ottenne alcuni giudizi positivi, nella recensione dell'episodio pilota Dall'altra parte dell'universo, Kinsey Lowe di Variety l'ha elogiata scrivendone che era come una "seducente miscela di ingenua meraviglia e di feroce dedizione". Michelle Erica Green di Trek Today ha scritto che l'attrice "rende convincente il dialogo più stupido e la sceneggiatura più generica avvincente"; Green elogia la sua interpretazione negli episodi Il potere della mente, Il signore della guerra e Prima e dopo definendole eccezionali. Alexandra August di Screen Rant ha scritto che la Lien "ha fatto del suo meglio con ciò che le era stato dato" sebbene avesse la sensazione che l'attrice non potesse rendere il personaggio abbastanza "dinamico". la cancellazione di Kes nella quarta stagione fu lodata dalla critica, in quanto credeva che il personaggio fosse scarsamente sviluppato. Descrivendo Kes come "dimenticabile", Chris Snellgrove di Screen Rant la cita come un esempio di come certi personaggi vengono sottoimpiegati. Altri collaboratori alla pubblicazione ritenevano che Kes avrebbe potuto avere del potenziale se fossero state sviluppate ulteriori trame che incentrate sul suo breve ciclo vitale e i suoi poteri mentali. Alexandra August scrive che Kes era "un personaggio interessante sulla carta", e Gregory Thompson cita gli Ocampa come una delle specie più affascinanti introdotte in Star Trek: Voyager. Larry Bonko del The Virginian-Pilot era deluso dell'uscita di Kes dalla serie e riteneva che il personaggio "dava sentimento alla serie".
La relazione di Kes con Neelix è stata soggetta a diverse critiche. Matt Wright di TrekMovie.com stronca la coppia definendola "al limite del grossolano", mentre Thompson cita la coppia come quella con la peggior chimica nella serie. Thompson e Tom Pritchard di Gizmodo ritengono che Kes avrebbe tratto benefici come personaggio se Neelix non fosse stato incluso nella serie. August ha criticato la frequenza in cui le trame che coinvolgevano Kes si svolgessero intorno alla sua vita sentimentale, d'altro canto, Thompson ha lodato l'attrazione di Tom Paris per Kes dicendo "una buona impostazione di una relazione che lo guiderà a essere un uomo migliore e più responsabile per B'Elanna". La relazione di Kes con Tuvok ha ricevuto sia critiche positive che negative, Nella sua retrospettiva dell'episodio Il potere della mente, la Green ha elogiato il loro legame come un suggestivo "bilanciamento tra l'ottimismo giovanile di Kes e la maturità della logica di Tuvok". La August scrive che il loro "reciproco rispetto e una naturale curiosità l'una per l'altro" avrebbero potuto portare a una storia romantica ideale se Tuvok non fosse già sposato. Viceversa, Il professore di Letteratura inglese David Greven è stato critico su questo relazione data la differenza di età e di razza tra i due personaggi che l'avrebbe resa scomoda, in modo similare all'amicizia dello zio Tom con la piccola Eva nel romanzo del 1852 La capanna dello zio Tom.
I critici hanno dato giudizi sia positivi che negativi alla trama dell'episodio incentrato su Kes Fertilità, la Green e Marie Southard Ospina di Bustle lo hanno elogiato in quanto descrive la scelta di una donna di non avere un figlio senza essere giudicata mentre, lo scrittore David A. McIntee lo critica e lo descrive come una misera metafora della pubertà, della sindrome premestruale, della gravidanza in età adolescenziale, dell'aborto e della menopausa. I commentatori hanno messo in dubbio la plausibilità del fatto che le femmine Ocampa possano avere un figlio una volta nella vita in quanto questo porterebbe a una inevitabile estinzione della specie. Il ritorno di Kes nell'episodio Furia ha ricevuto commenti negativi dalla critica, che ha trovato la sua caratterizzazione deludente. John Andrew di Den of Geek! cita l'episodio come un "triste ma avvincente per lo studio sul personaggio", Sebbene lo ritiene una "soluzione abbastanza pacata" per spiegare il cambiamento nella moralità di Kes. Edward James Hines di Trek Today ritiene che sarebbe stato difficile vedere gli episodi con la consapevolezza che "Kes equilibrata, pacifica con comportamento curioso stava preparando se stessa a un terribile shock che avrebbe subito in seguito". La August critica gli sceneggiatori per aver "indebolito l'intero percorso [del personaggio] dopo aver lasciato la Voyager" per capitalizzare una Kes "demonizzata". I collaboratori di Trek Today si sono domandati perché l'episodio non abbia cambiato ulteriormente la timeline, come a esempio correggendo la mancanza di azioni di Janeway e di Tuvok nel cambiamento di Kes che la porterà al suo futuro declino.

## Filmografia
- Star Trek: Voyager - serie TV, 70 episodi (1995-2000)

## Libri

### Romanzi
- (EN) Christie Golden, Cloak and Dagger, collana Star Trek: Voyager, Dark Matters, vol. 1, n. 19, New York, Pocket Books, 2000, ISBN 0671035827.
- (EN) Christie Golden, Ghost Dance, collana Star Trek: Voyager, Dark Matters, vol. 2, n. 20, New York, Pocket Books, 2000, ISBN 0671035835.
- (EN) Christie Golden, Shadow of Heaven, collana Star Trek: Voyager, Dark Matters, vol. 3, n. 21, New York, Pocket Books, 2000, ISBN 0671035843.
- (EN) Heather Jarman, Evolution, collana Star Trek: Voyager, illustrazioni di John Vairo, Jr., String Theory, vol. 3, New York, Pocket Books, 2006, ISBN 1416507817.
- (EN) Sarah Shaw, Keith R.A. DeCandido e Peter David, Obsidian Alliances, illustrazioni di Tom Hallman, Star Trek: Mirror Universe, vol. 2, New York, Pocket Books, 2007, ISBN 1416524711.
- (EN) Susan Wright, Bitter Fruit, in Marco Palmieri e Margaret Clark (a cura di), Shards and Shadows, illustrazioni di Tom Hallman, Star Trek: Mirror Universe, vol. 3, New York, Pocket Books, 2009, ISBN 1416558500.
- (EN) David Mack, Rise Like Lions, illustrazioni di Alan Dingman, Star Trek: Mirror Universe, vol. 5, New York, Pocket Books, 2011, ISBN 1451607199.
- (EN) Kirsten Beyer, The Eternal Tide, collana Star Trek: Voyager, illustrazioni di Alan Dingman, New York, Pocket Books, 2012, ISBN 145166818X.

## Giochi

### Videogiochi
- Star Trek Timelines (2016)